# Let’s Go Crazy (Prince-dal)
A Let’s Go Crazy egy dal, amelyet Prince szerzett 1983-ban, a Purple Rain album kislemeze, amely 1984. július 18-án jelent meg. A nyitódal volt, mind az albumon, mind a Bíboreső filmben. A Let’s Go Crazy Prince egyik legismertebb dala. A zenész második első helyezett kislemeze volt a Billboard Hot 100-on, és első helyet ért el a Hot R&B/Hip-Hop Songs és a Hot Dance Club Play slágerlistákon is. Az Egyesült Államokban is elérte a legjobb tíz helyet. A B-oldala az Erotic City volt, míg az Egyesült Királyságban dupla A-oldalas lemezként jelent meg a Take Me With U-val.
Prince 2016-os halála után a dal újra megjelent a Billboard Hot 100-on a 39. helyen és május 14-re a 25. helyig emelkedett. A kislemezből több, mint 960 ezer példányt adtak el.

## Számlista
| Kislemez típusa | Régió              | A-oldal                                             | B-oldal                                                | Hossz |
| --------------- | ------------------ | --------------------------------------------------- | ------------------------------------------------------ | ----- |
| 7"              | Egyesült Államok   | Let’s Go Crazy (edit)                               | Erotic City (edit)                                     | 7:39  |
| 7"              | Egyesült Királyság | Let’s Go Crazy (edit)                               | Take Me With U                                         | 7:37  |
| 12"             | Egyesült Államok   | Let’s Go Crazy (Special Dance Remix)                | Erotic City (make love not war Erotic City come alive) | 14:59 |
| 12"             | Egyesült Királyság | Let’s Go Crazy (Special Dance Remix) Take Me With U | Erotic City (make love not war Erotic City come alive) | 18:50 |

## Előadók
- Prince – gitár,[4] ének
- Wendy Melvoin – gitár, ének
- Lisa Coleman – billentyűk, ének
- Matt Fink – billentyűk, ének
- Brown Mark – basszusgitár, ének
- Bobby Z. – dobok, ütőhangszerek

## Feldolgozások
| Év   | Előadó             | Album/Jegyzet                                                                  |
| ---- | ------------------ | ------------------------------------------------------------------------------ |
| 2009 | Incubus            | Monuments and Melodies                                                         |
| 2009 | Riverboat Gamblers | Purplish Rain, ingyenesen a Spin magazin kiadásában                            |
| 2009 | Green Day          | 21st Century Breakdown turné minneapolisi állomása                             |
| 2010 | Orianthi           | The Glam Nation turné                                                          |
| 2016 | Hamilton           | Prince halála után a színdarab tagjai kimutatták a tiszteletüket a zenész felé |
| 2017 | Bruno Mars         | 59. Grammy-díjátadó                                                            |

| Év   | Előadó             | Dal                        | Jegyzet         |
| ---- | ------------------ | -------------------------- | --------------- |
| 1988 | Eazy-E             | Eazy-Duz-It                | orgona-bevezető |
| 1990 | Public Enemy       | Brothers Gonna Work It Out | gitárszóló      |
| 1990 | Sinbad             | Brain Damaged              | bevezető        |
| 1991 | Ragga Twins        | Hooligan '69               | bevezető        |
| 2010 | Get Busy Committee | Opening Ceremony           | zenei alap      |

## Slágerlisták
| Slágerlista (1984–85)                       | Legmagasabb pozíció |
| ------------------------------------------- | ------------------- |
| Ausztrália (Kent Music Report)              | 10                  |
| Belgium (Ultratop 50 Flanders)              | 11                  |
| Brit kislemezlista (OCC)                    | 7                   |
| Franciaország (SNEP)                        | 50                  |
| Hollandia (Dutch Top 40)                    | 18                  |
| Hollandia (Single Top 100)                  | 11                  |
| Kanadai kislemezlista                       | 2                   |
| US Billboard Hot 100                        | 1                   |
| US Dance Club Songs (Billboard)             | 1                   |
| US Hot R&B/Hip-Hop Songs (Billboard)        | 1                   |
| US Mainstream Rock (Billboard)              | 19                  |
| Új-Zéland (Recorded Music NZ)               | 13                  |
| Slágerlista (2016)                          | Legmagasabb pozíció |
| US Hot Rock & Alternative Songs (Billboard) | 5                   |

| Év   | Slágerlista                    | Pozíció |
| ---- | ------------------------------ | ------- |
| 1984 | US Top Pop Singles (Billboard) | 21      |
| 2016 | US Hot Rock Songs (Billboard)  | 37      |

## Minősítések
| Régió                   | Minősítés     | Példányszám                                 | For   |
| ----------------------- | ------------- | ------------------------------------------- | ----- |
| Egyesült Államok (RIAA) | Arany (lemez) | 1,000,000 (hanglemez) 1,120,303 (digitális) | [ 3 ] |